# Henry Tizard
Sir Henry Thomas Tizard (Gillingham, Kent, 1885. augusztus 23. – Fareham, Hampshire, 1959. október 9.) angol kémikus és feltaláló volt, valamint az Imperial College egykori rektora. A kémiában munkásságának egyik jól ismert eredménye a korszerű oktánszám-meghatározás.
1933-ban nevezték ki a Brit Légiforgalmi Kutatóbizottság elnökévé, amely pozícióban maradt a második világháború legnagyobb részében is. Ő volt a radar kifejlesztésének, a brit radarrendszer megteremtésének felügyelője.

## Fordítás
- Ez a szócikk részben vagy egészben  a   Henry Tizard című angol Wikipédia-szócikk ezen változatának fordításán alapul.  Az eredeti cikk szerkesztőit annak laptörténete sorolja fel. Ez a jelzés csupán a megfogalmazás eredetét és a szerzői jogokat jelzi, nem szolgál a cikkben szereplő információk forrásmegjelöléseként.

1. 1 2  SNAC (angol nyelven). (Hozzáférés: 2017. október 9.)
2. 1 2  Find a Grave (angol nyelven). Find a Grave . (Hozzáférés: 2017. október 9.)
3. 1 2  Francia Nemzeti Könyvtár: BnF-források (francia nyelven)
4. ↑  https://www.thersa.org/about/albert-medal/past-winners#Full-list-of-winners
5. ↑  JSTOR. JSTOR